# Podocarpus laubenfelsii
Podocarpus laubenfelsii är en barrträdart som beskrevs av Tiong. Podocarpus laubenfelsii ingår i släktet Podocarpus och familjen Podocarpaceae. IUCN kategoriserar arten globalt som starkt hotad. Inga underarter finns listade i Catalogue of Life.